# برج آل بينان
 برج آل بينان  هو برج يقع في وسط محافظة السليل جنوب مدينة الرياض، وتحيط به المزارع والتجمعات السكنية، ويمكن الوصول إليه عن طريق ترابي.

## تاريخ البرج
يعتبر البرج أحد أبرز الأبراج التراثية على الحدود الجنوبية للبلدة القديمة السليل، حيث كان يستخدم للمراقبة والتحصين فيه أثناء الحروب.

## البناء
تتخذ قاعدة البرج المربعة الشكل ويبلغ  ارتفاعه 3.5م، وله شكل هرمي يتسع في قاعدته ويضيق من الأعلى تدريجياً مما يعطيه شكل يوحي بالثبات والمهابة، ويوجد للبرج فتحتين مستطيلتين للتهوية والمراقبة، وإحداهما تعتبر مدخلاً يرتفع عن الأرض بحوالي متر ونصف، ويتم الصعو إليه بسلم أو عن طريق الحبل، وذلك لإعاقة اقتحامه والتحكم في الداخلين إلى البرج، ويزين أعلى البرج بشرفات متدرجة ومثلثة الشكل تعرف باسم العرائس.
وقد بني البرج على قاعدة من الحجر، واستخدم طريقة المداميك بالطين المخلوط بالتبن في إنشاء الجدران التي يتم تغطيتها بطبقة لياسة من الطين، وقد تم تشييد السقف بعوارض من جذوع الأثل يرصف عليها طبقة من جريد وسعف النخيل مع طبقة من الطين لضمان عدم التسرب للمياه.

### أهم المكونات
- البرج مبني على قاعدة حجرية
- البرج مخروطي الشكل ارتفاعه حوالي ثلاثة أمتار ونصف.
- الاسقف الخشبية من الأثل المغطى بسعف النخيل وطبقة من الطين.
- الحوائط مبنية بطريقة المداميك.
- البرج مغطى بطبقة من اللياسة الخارجية خليط من الطين والتبن.
- فتحات البرج به فتحتان مربعة الشكل تستخدم للمراقبة والتهوية.[2]

## حالة البرج
البرج مرمم ومهيأ للزيارة.